# Jan Winczakiewicz
Jan Winczakiewicz, pseudonim „Cezary Lutecki” (ur. 6 marca 1921 w Kielcach, zm. 24 marca 2012 w Lailly-en-Val) – polski żołnierz, poeta, prozaik, dramaturg, krytyk literacki i teatralny; od 1945 mieszkał we Francji; laureat Nagrody Fundacji im. Kościelskich (1963), współpracownik miesięcznika „Kultura”, tygodnika „Wiadomości”, miesięcznika „Teatr”; tłumacz literacki, malarz; wolnomularz.

## Życiorys
W 1938 ukończył Gimnazjum im. Adama Asnyka w Kaliszu a następnie szkołę podchorążych w Szczypiornie. W czasie II wojny światowej uczestniczył w kampanii wrześniowej, a następnie walczył w Normandii w 1 Dywizji Pancernej gen. Stanisława Maczka; został ranny w bitwie pod Bredą (1944).
Po wojnie osiadł we Francji, której uzyskał obywatelstwo. Został pracownikiem Sekcji Polskiej Radia Francuskiego (ORTF) aż do emerytury (1974). Zajmował się również  twórczością literacką, malarską. Tłumaczył literaturę hiszpańską, w tym poezje Federica Garcíi Lorki. W 1963 zdobył Nagrodę Fundacji im. Kościelskich. Swoje prace malarskie wystawiał w wielu krajach zachodniej Europy, w 1972 zdobył we Włoszech nagrodę Grand Premio Della Cita Eterna. Wydał także pisany z punktu widzenia Polaka przewodnik po Paryżu Polak zwiedza Paryż (1972).
W 1990 odwiedził Kalisz, w tamtejszym Klubie Międzynarodowej Prasy i Książki zorganizowano wystawę, a następnie aukcję jego prac, z której dochód artysta przeznaczył na renowację kaliskich cmentarzy. Zbiór jego poezji Wiersze przesiane opublikowała w 1992 redakcja tygodnika „Ziemia Kaliska”. W 1995 otrzymał tytuł Honorowego Obywatela Miasta Kalisza.
Zmarł 24 marca 2012 w Lailly-en-Val; został pochowany na cmentarzu Les Champeaux w Montmorency pod Paryżem.

## Ordery i odznaczenia
- Krzyż Srebrny Orderu Virtuti Militari[2]
- Krzyż Walecznych[3]
- Krzyż Komandorski Orderu Zasługi Rzeczypospolitej Polskiej (30 marca 1994)